# 孟泰龄
孟泰龄（1987年2月12日—），中国棋院圍棋棋手。2001年入段；2007年升为四段；2009年升为五段；2011年升为六段；2019年升为七段。2012年夺得第四届衢州·烂柯杯中国围棋冠军赛冠军。中国围棋TV（现已更名为弈招围棋）当红男主播。

## 甲級聯賽成績
- 2007年：代表北京海淀隊，成績為7勝11負
- 2008年：代表北京海淀翠微隊，成績為10勝9負
- 2009年：代表西安曲江隊，成績為14勝8負；主將1勝5負

## 國際比賽成績
- 2010年：LG盃4强
- 2016年：LG杯8强